# Kopalnia Węgla Kamiennego Budryk
Kopalnia Węgla Kamiennego Budryk – jedna z najmłodszych polskich kopalni węgla kamiennego, położona w województwie śląskim, w powiecie mikołowskim, w Ornontowicach. Prace przy budowie kopalni rozpoczęto w 1979. Pole wydobywcze kopalni ma powierzchnię 35,97 km² i leży w centrum górnośląskiej niecki węglowej. Eksploatowane złoża znajdują się na terenie gmin Ornontowice i Gierałtowice oraz pod miastami Knurów, Czerwionka-Leszczyny i Mikołów. 21 marca 1994 kopalnia uzyskała ministerialną koncesję i tego samego roku podjęto wydobycie węgla kamiennego a także eksploatację metanu jako kopaliny towarzyszącej. Dyrektorem KWK Budryk, która na koniec 2011 roku zatrudniała 2591 osób, jest Jarosław Rutkowski.
Patronem kopalni jest prof. inż. Witold Budryk.
Zasoby węgla, których wydobycie byłoby ekonomicznie opłacalne, szacuje się na ok. 235 milionów ton, w 2007 roku wydobycie sięgało 14 tys. ton na dobę. Kopalnia posiada pięć szybów w tym jeden wydobywczy.
Planowana na marzec 2007 fuzja Budryka z Jastrzębską Spółką Węglową spowodowała protesty górników, obawiających się zwolnień, na obawy te nałożyły się żądania płacowe. Ponadto istniały podejrzenia nadużyć finansowych w spółce, sprawę badało Centralne Biuro Antykorupcyjne. W grudniu 2007, Minister Gospodarki Waldemar Pawlak podpisał decyzję o przyłączeniu KWK Budryk do Jastrzębskiej Spółki Węglowej. W styczniu 2008 zmiany zostały ujawnione w Krajowym Rejestrze Sądowym.
17 grudnia 2007 roku górnicy, domagając się m.in. zrównania płac z innymi spółkami wchodzącymi w skład Jastrzębskiej Spółki Węglowej, rozpoczęli strajk, początkowo rotacyjny, a następnie okupacyjny. Pod koniec stycznia 2008 w strajku pod ziemią brało udział ok. 130 górników, z czego 30 podjęło głodówkę protestacyjną. Strajk zakończył się 31 stycznia wraz z porozumieniem z zarządem Jastrzębskiej Spółki Węglowej.
W 2015 roku zakończono pogłębianie szybu VI Chudów do 1290 m, przez co stał się najgłębszym w Polsce.
Kopalnia jest zabezpieczana przez Okręgową Stację Ratownictwa Górniczego w Wodzisławiu Śląskim.

## Podstawowe dane na temat kopalni[8]
| Kopalnia   | Wydobycie dobowe netto | Obszar górniczy | Zasoby operatywne | Typ produkowanego węgla       | Okres funkcjonowania bez inwestycji strategicznych | Okres funkcjonowania przy realizacji inwestycji strategicznych |
| ---------- | ---------------------- | --------------- | ----------------- | ----------------------------- | -------------------------------------------------- | -------------------------------------------------------------- |
| KWK Budryk | 12 000 t/d.            | 37,5 km²        | 234,1 mln ton     | 34.2 oraz węgiel energetyczny | do 2034                                            | do 2077                                                        |